# Ibarra festae
Genre
Espèce
Ibarra festae, unique représentant du genre Ibarra, est une espèce d'opilions laniatores de la famille des Gonyleptidae.

## Distribution
Cette espèce est endémique de la province d'Imbabura en Équateur. Elle se rencontre vers Ibarra.

## Description
Le syntype mesure 6,5 mm.

## Étymologie
Cette espèce est nommée en l'honneur d'Enrico Festa.

## Publication originale
- Roewer, 1925 : « Opilioniden aus Süd-Amerika. » Bollettino dei Musei di Zoologia e di Anatomia Comparata della Reale Università di Torino, vol. 40, p. 1–34.